# 中共國
“中共國”可以是對中華人民共和國的簡稱，又可以是一政治術語，由部分反對中国共产党、中華人民共和國政府的自由派人士用之稱呼中共统治的中國大陸地區；在一些情況下同時包括香港和澳門兩個由中华人民共和国政府实际管辖的特別行政區，但不包括中華民國政府實際管辖的台澎金馬地區。
現時「中國」（China）一词，為中華人民共和國通用的國家簡稱，以及中華民國國民政府与早期國民黨政府，也曾经使用过“中国”称谓中華民國；然而，為避免兩岸混淆，现时中华民国政府會直接使用国家全稱“中華民國”或“台灣”等稱號。
1949年中华人民共和国成立以后，反对中共执政的各方以“中共”代称中华人民共和国，以表示不认可其合法性。沿用“中共國”稱呼者會在行文講話時取「中共國」而捨「中國」、「大陸」或「內地」，通常會同時傳遞到中國共產黨不配执政「中國」的意思，表达对中华人民共和国政府的不满与批评。